# Municipio de Manor (condado de Lancaster)
El municipio de Manor (en inglés: Manor Township) es un municipio ubicado en el condado de Lancaster en el estado estadounidense de Pensilvania. En el año 2000 tenía una población de 16.498 habitantes y una densidad poblacional de 165.2 personas por km².

## Geografía
El municipio de Manor se encuentra ubicado en las coordenadas 39°58′00″N 76°24′59″O / 39.96667, -76.41639.

## Demografía
Según la Oficina del Censo en 2000 los ingresos medios por hogar en la localidad eran de $50,543 y los ingresos medios por familia eran de $55,119. Los hombres tenían unos ingresos medios de $38,767 frente a los $23,631 para las mujeres. La renta per cápita de la localidad era de $19,009. Alrededor del 5,5% de la población estaba por debajo del umbral de pobreza.